# Burnik
Burnik je priimek v Sloveniji, ki ga je po podatkih Statističnega urada Republike Slovenije na dan 1. januarja 2010 uporabljalo 276 oseb in je med vsemi priimki po pogostosti uporabe uvrščen na 1.471. mesto.

## Znani nosilci priimka
- Aleš Burnik (*1980), hokejist
- Anja Burnik, flavtistka
- Borut Burnik (*1960), hokejist
- Dejan Burnik (*1963), hokejist
- Dušan Burnik (1934—2020), metalurg in gospodarstvenik, župan Celja
- Ivan Burnik (ps.) = Ivan Legiša
- Jože Burnik (*1947), harmonikar in skladatelj
- Ladislav (Vlado) Burnik (1901—1971), inženir rudarstva
- Marjan Burnik (*1952), zlatar
- Marko Burnik, fotograf, ornitolog
- Matevž Burnik - Matko (1913—1943), revolucionar, aktivist OF
- Slavica Burnik (1882—1939), učiteljica, narodna delavka
- Stojan Burnik (*1951), športni pedagog (planinstvo, alpinizem, rekreacija)
- Tanja Burnik Papler, ginekologinja
- Tjaša Burnik (*1965), agronomka
- Urban Burnik, elektotehnik
- Valentin Burnik (1851—1924), učitelj, šolnik, kartograf